# Kuglakož
Kuglakož (lat. Sphoeroides pachygaster) je riba koja je kod nas poznata po imenu četverozupka ili napuhača. Ime kuglakož predložio je prof. dr. sc. Ivo Onofri (autor knjige o prvom ulovu te ribe u Jadranskom moru) i diplomirani veterinar Srdjan Vilović. To je ime nastalo uz prethodnu konzultaciju s prof. Vedranom Gigo, latinologom. Postoje i brojni sinonimi za nju: Liosaccus aerobaticus Whitley, 1928; Liosaccus cutaneus (Günther, 1870); Liosaccus pachygaster (Müller & Troschel, 1848); Sphaeroides cutaneus (Günther, 1870); Spheroides dubius von Bonde, 1923; Sphoeroides cutaneus (Günther, 1870); Sphoeroides pachgaster (Müller & Troschel, 1848); Tetraodon pachygaster Müller & Troschel, 1848; Tetrodon cutaneus Günther, 1870; Tetrodon pachygaster Müller & Troschel, 1848; Thecapteryx lioderma Fowler, 1948.

## Opis ribe
Ova je riba jedna od riba napuhača, odnosno ima svojstvo da se napuše kad joj zaprijeti opasnost. Živi na većim dubinama (50 – 480 m), a naraste do 2 kg težine i 40 cm duljine. Ženke narastu veće od mužjaka. Ima jake čeljusti iz kojih vire četiri velika zuba, sivkaste je boje sa zelenkastim odsjajem na bokovima, donji dio joj prelazi na žućkaste nijanse.  Ima sluzavu i čvrstu kožu, bez ljusaka. Na trbušnom dijelu ima „balon” koji se napuše kada je riba u opasnosti i tako zbunjuje napadača.

## Otrovnost
Meso ove ribe je otrovno, sadrži jaki otrov tetrodotoksin, koje sadrže sve vrste iz porodice četverozupki (Tetraodontidae). Usprkos tome meso ove ribe je izrazito cijenjeno u Japanu gdje je jedna od najskupljih poslastica uopće poznata pod nazivom fugu, gdje ju spremaju samo posebno obučeni kuhari (i pored toga u Japanu od trovanja ovom ribom godišnje umire oko 200 ljudi).
Prije nekoliko godina (2000-tih) iz Crvenoga mora u istočni Mediteran doplivala je riba napuhača i prouzrokovala nekoliko smrtnih slučajeva. Razlog je bio konzumiranje njezinoga mesa.

## Rasprostranjenost
Kuglakož je rasprostranjen širom svijeta u toplim i tropskim morima,  a hrani se većinom glavonošcima, i to pretežno lignjama.

## Kuglakož u Hrvatskoj
Sredinom rujna 2012. godine kuglakož je ulovljen u akvatoriju južnog Jadrana ispod Konavoskih stijena. Prije toga je kuglakož zadnji put viđen u vodama srednjeg Jadrana sredinom 1990-ih.

## Vernakularni nazivi
- Stompkop-blaasop, Afrikaans, Južnoafrička Republika
- Bola, katalonski, Španjolska
- Četverozupka, hrvatski, Hrvatska
- Kuglakož, hrvatski, Hrvatska
- Balloonfish, engleski, Australija
- Blunthead blaasop, engleski Južnoafrička Republika
- Blunthead puffer, engleski, UK
- Bottlefish, engleski, Sveta Helena
- Puffer, engleski UK
- Smooth pufferfish, engleski UK
- Compère émoussé, francuski, Francuska
- Tétrodon à tête carrée, francuski, Francuska
- Glatter Kugelfisch, njemački, Njemačka
- Kugelfisch, njemački, Njemačka
- Pesce palla, talijanski, Italija
- Yoritofugu, japanski, Japan
- 불룩복 	Bulrukbok, Korejski,
- Buntal, malajski, Malezija
- Buntal tikus, malajski Malezija
- 圆鲀 	Yuan tun, Mandarinski
- 圓魨 	Yuan tun, Mandarinski, Tajvan
- 密沟圆鲀 	Mi gou yuan tun, Mandarinski, Kina
- 密溝圓魨 	Mi gou yuan tun, Mandarinski, Kina
- 澳洲密沟鲀 	Ao zhou mi gou tun, Mandarinski, Kina
- 澳洲密溝魨, Mandarinski, Kina
- 皮質密溝魨 	Pi jhih mi gou tun, Mandarinski, Kina
- 皮质密沟鲀 	Pi zhi mi gou tun, Mandarinski, Kina
- Baiacu, portugalski, Brazil
- Peixe balão, portugalski, Azori
- Peixe-bola-liso, portugalski, Cape Verde
- Peixe-sapo, portugalski, Cape Verde
- Sapo do alto, portugalski, Azori
- Botete chato, španjolski, Meksiko
- Tamboril de fuera, španjolski, Španjolska
- Tamboril ñato, španjolski, Španjolska

## Vanjske poveznice
info.hr/vijesti-
nacional.hr-  Arhivirana inačica izvorne stranice od 1. kolovoza 2008. (Wayback Machine)
|  | Zajednički poslužitelj ima stranicu o temi Kuglakož |
|  | Wikivrste imaju podatke o taksonu Kuglakož          |